# AliExpress
AliExpress je internetové tržiště provozované a vlastněné čínskou společností Alibaba Group, založené v dubnu 2010. Sídlí v čínském městě Chang-čou.

## Charakteristika
AliExpress propojuje prodejce z Asie s on-line zákazníky. Od Amazonu se liší tím, že obchodníci jsou nezávislí a AliExpress obchod zprostředkuje.Cílí na kupující ze zahraničí.
Zákazníci z kontinentální Číny nemohou na této platformě nakupovat. Většina prodejců je však z Číny.
Provozuje i mobilní aplikaci pro chytré telefony.

## Historie
Platforma začala fungovat v roce 2009 při Velké ekonomické krizi a již během prvního roku zde bylo více než 5 miliónů produktů. Největší trhy, kde AliExpress zaznamenal úspěch, jsou Brazílie, Španělsko a USA.[zdroj?]

## Obliba AliExpress v Česku
Podle českých finančních domů oblíbenost služby AliExpress v ČR roste.[kdy?] Počet transakcí platební kartou mBank na AliExpressu narostl mezi lety 2013 a 2016 více než sedminásobně. Tisková mluvčí ČSOB pak sdělila: „Loni byl obchodník Aliexpress u našich klientů jedničkou při nakupování přes e-shopy prostřednictvím platební karty. Uskutečnili přibližně jeden milion nákupů, což odpovídá jedenácti procentům všech e-commerce transakcí.“ Průměrná útrata na AliExpress se podle údajů mBank a ČSOB pohybovala mezi 270 a 290 korunami.[zdroj?]
Za měsíc uskuteční uživatelé této služby přibližně 50 000 nákupů na AliExpress.

## První evropská prodejna
Dne 25. srpna 2019 byla otevřena první Evropská prodejna na území Evropy ve Španělsku ve městě Arroyomolinos u Madridu.